# Agdistis tihamae
Agdistis tihamae là một loài bướm đêm thuộc họ Pterophoridae. Nó được tìm thấy ở Yemen.